# Кордина, Пелагея Павловна
Пелагея Павловна Кордина (26 августа 1926 — 18 января 1978) — передовик советского машиностроения, бригадир токарей Люберецкого завода сельскохозяйственного машиностроения имени Ухтомского Министерства машиностроения для животноводства и кормопроизводства СССР, Московская область, Герой Социалистического Труда (1974).

## Биография
Родилась 26 августа 1926 году в  селе Сутягино ныне Ковылкинского района Республики Мордовия, в русской семье.
В 1954 году трудоустроилась на Люберецкий машиностроительный завод сельскохозяйственной техники. Проработала на этом предприятие до конца дней своей жизни. Сначала работала грузчиком, маляром, потом стала осваивать профессию токаря.
Овладев в совершенстве профессией, ей было доверено возглавить комплексную бригаду токарей 22-го цеха. Заботилась о молодых специалистах. Постоянно становилась победителем социалистического соревнования. По итогам восьмой пятилетки была представлена к награде Орденом Трудового Красного Знамени.
Указом Президиума Верховного Совета СССР от 3 января 1974 года за особые заслуги и высокие производственные достижения в машиностроение Пелагее Павловне Кординой было присвоено звание Героя Социалистического Труда с вручением ордена Ленина и медали «Серп и Молот».
Являлась членом ЦК профсоюзов рабочих машиностроения, членом Московского обкома[чего?].
Трагически погибла 18 января 1978 года.

## Награды
За трудовые успехи была удостоена:
- золотая звезда «Серп и Молот» (03.01.1974)
- орден Ленина (03.01.1974)
- Орден Трудового Красного Знамени (05.04.1971)
- другие медали.